# Kapurthala

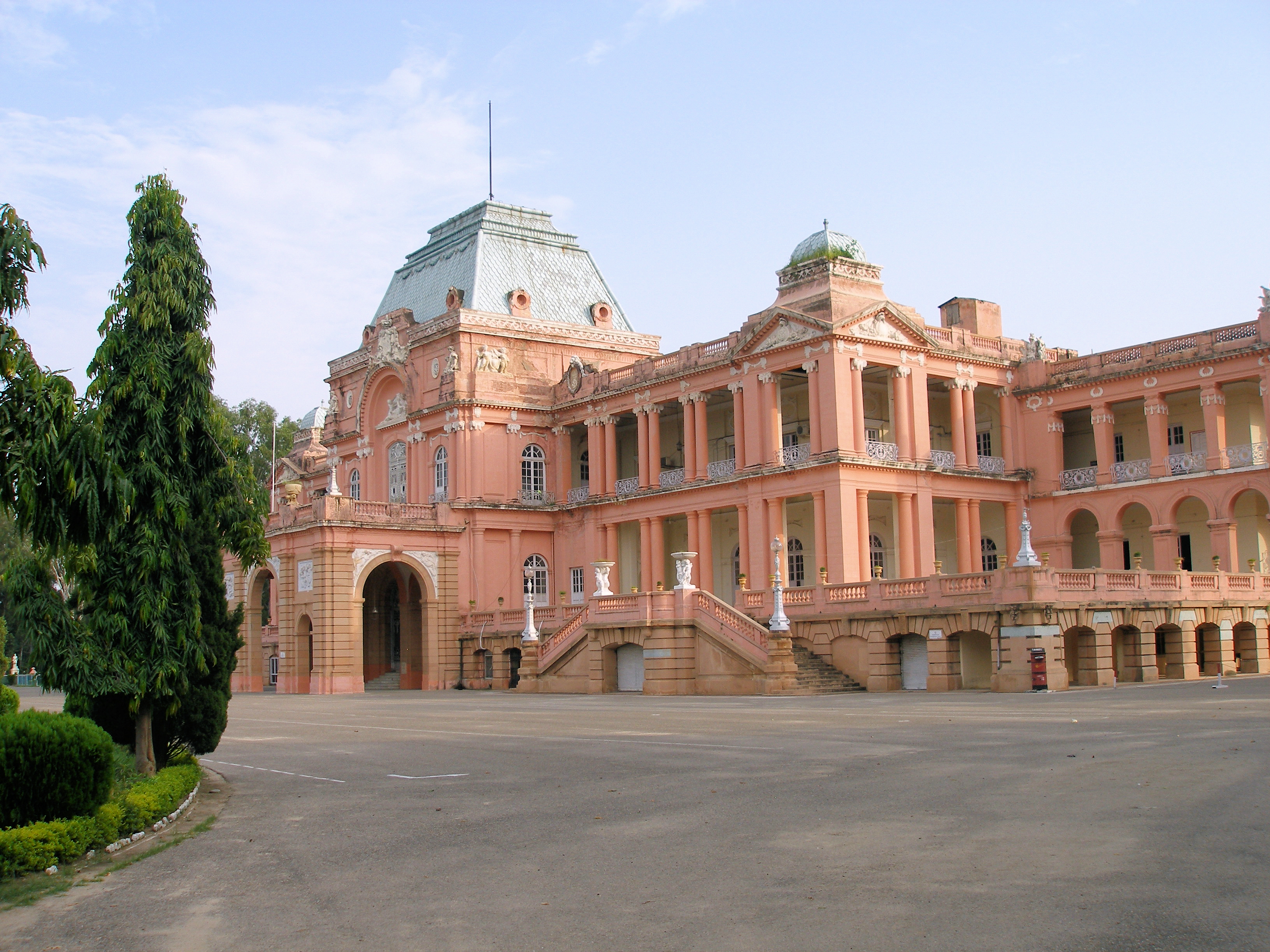
La Sainik School de Kapurthala.

Kapurthala (pendjabi : ਕਪੂਰਥਲਾ, hindi : कपूरथला) est la capitale du district de Kapurthala dans l'État du Pendjab, au nord-ouest de l'Inde. Capitale de l'ancienne principauté de Kapurthala, elle est remarquable pour ses palais et jardins.

## Histoire de la ville
Kapurthala est la capitale de l'ancienne Principauté de Kapurthala, dont les souverains portèrent le titre de Sardar puis de Raja et enfin de Maharaja. La ville aurait été fondée au XIe siècle, par Rana Kapur, de la famille régnante Rajput de Jaisalmer. En 1780, durant la longue décadence l'Empire moghol, le Sardar Jassa Singh Ahluwalia a pris la ville et ses dépendances aux chefs musulmans, et en a fait la capitale du Kapurthala. Elle est devenue municipalité en 1896. Le fils du Maharaja Kharak Singh, Jagatjit Singh(1872-1948), a accédé au trône à l'âge de cinq ans. Toutefois, durant sa minorité, la principauté a été administrée par un fonctionnaire membre de la Commission du Penjab, assisté d'un Conseil constitué des principaux fonctionnaires et officiels de la principauté. Le maharaja a eu le rare privilège de régner pendant 67 ans. On comptait dans la ville 18 519 habitants en 1901, selon l'administration britannique.

## Patrimoine
Le style architectural de la ville, mélange d'influences française et moghole, lui vaut le surnom de « Paris des Indes ». D'esprit francophile, le maharajah Jagatjit Singh y fit construire par l'architecte Alexandre Marcel un palais de style français. Commencé en 1900 et terminé en 1908, le bâtiment fut surnommé « l’Élysée ». Le maharajah voulait y retrouver sa fascination pour l'art et la culture française. Il fit aussi construire le palais d'Agrat et ses jardins sur le modèle de Versailles. Ce palais fut la résidence de la cinquième épouse du Maharajah, l'Espagnole Anita Delgado Briones.
On y trouve également des mosquées (dont la Mosquée maure), des temples, des jardins comme le Shalimar Bagh et des gurdwaras, lieux saints des sikhs.
C'est dans cette ville qu'a été construite la Pushpa Gujral Science City, second centre de culture scientifique en Inde, nommée ainsi en hommage au premier ministre Shri I.K. Gujral. Ce vaste parc d'attractions a pour but de promouvoir la science dans une ville essentiellement agricole et d'y insuffler un caractère moderne et scientifique.

## Histoire de la principauté du Kapurthala

Drapeau princier du Kapurthala.

Liste des radjahs et maharadjah de Kapurthala de 1783 à 1948 :
- 1783-1801 : Bagh Singh (1747-1801)
- 1801-1837 : Fateh Singh Ahluwalia (en) (1784-1837)
- 1837-1852 : Nihal Singh (1817-1852)
- 1852-1870 : Randhir Singh (en) (1831-1870)
- 1870-1877 : Kharak Singh (1850-1877)
- 1877-1947 : Jagatjit Singh (1872-1949)

En 1930, la principauté du Kapurthala devient une partie du Punjab States Agency britannique, avant de rejoindre l'Union indienne en 1950 comme membre du Patiala et l'Union des États du Pendjab Oriental (PEPSU) organisé en huit districts. Le PEPSU devient un État de la République de l'Inde en 1950 et il fusionne avec l’État du Pendjab en 1956.

##### Kapurthala Sainik School

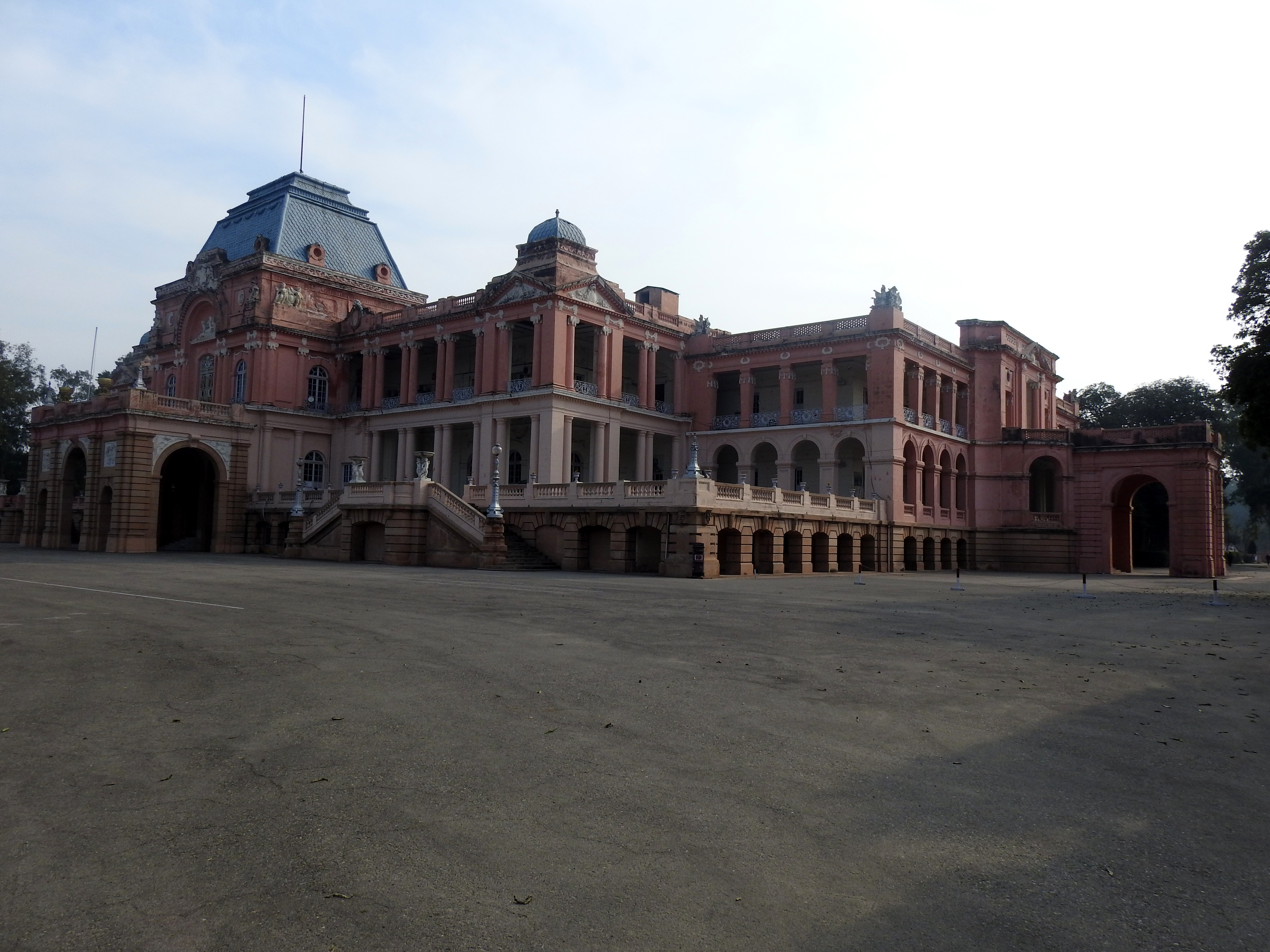
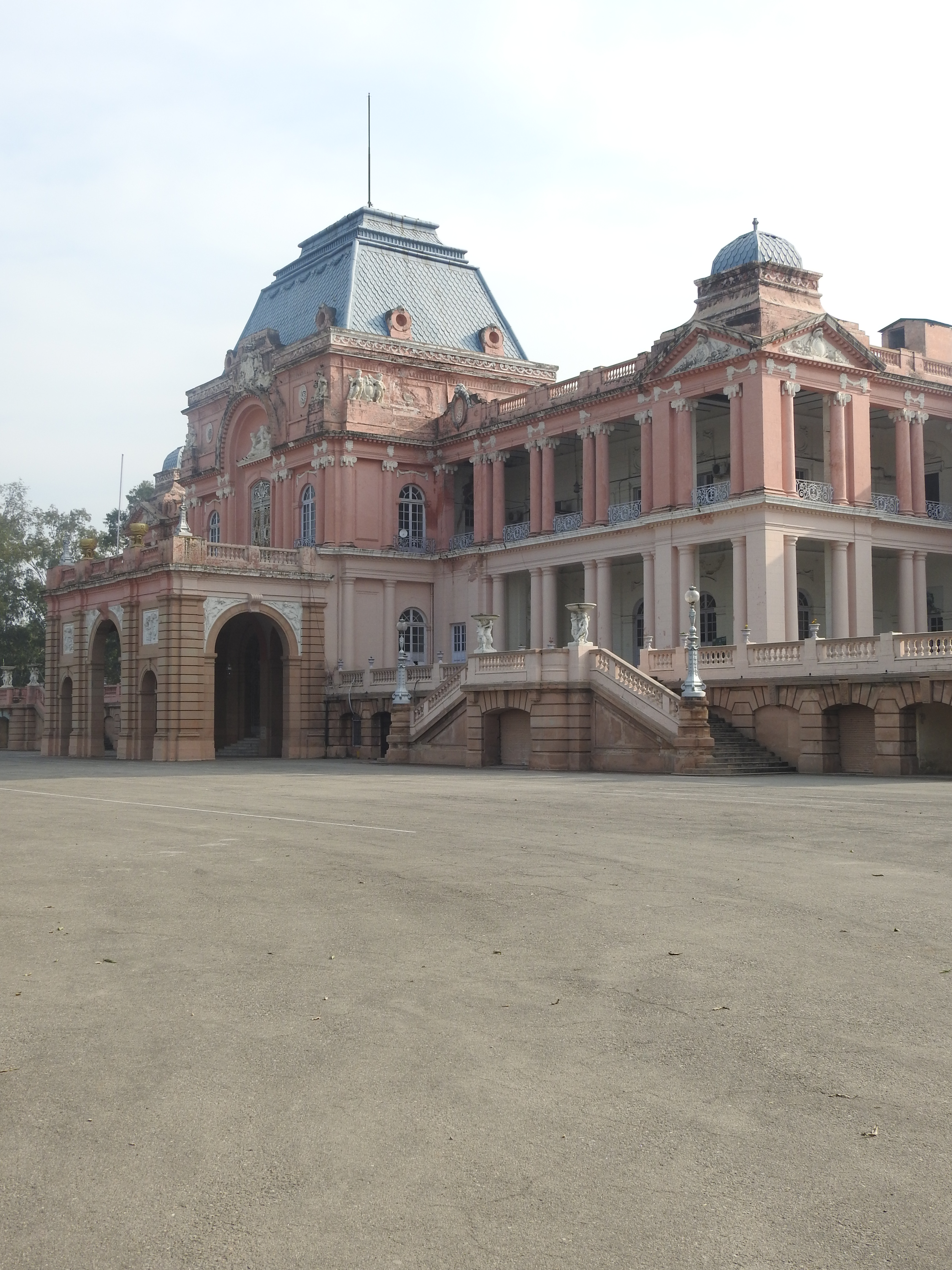
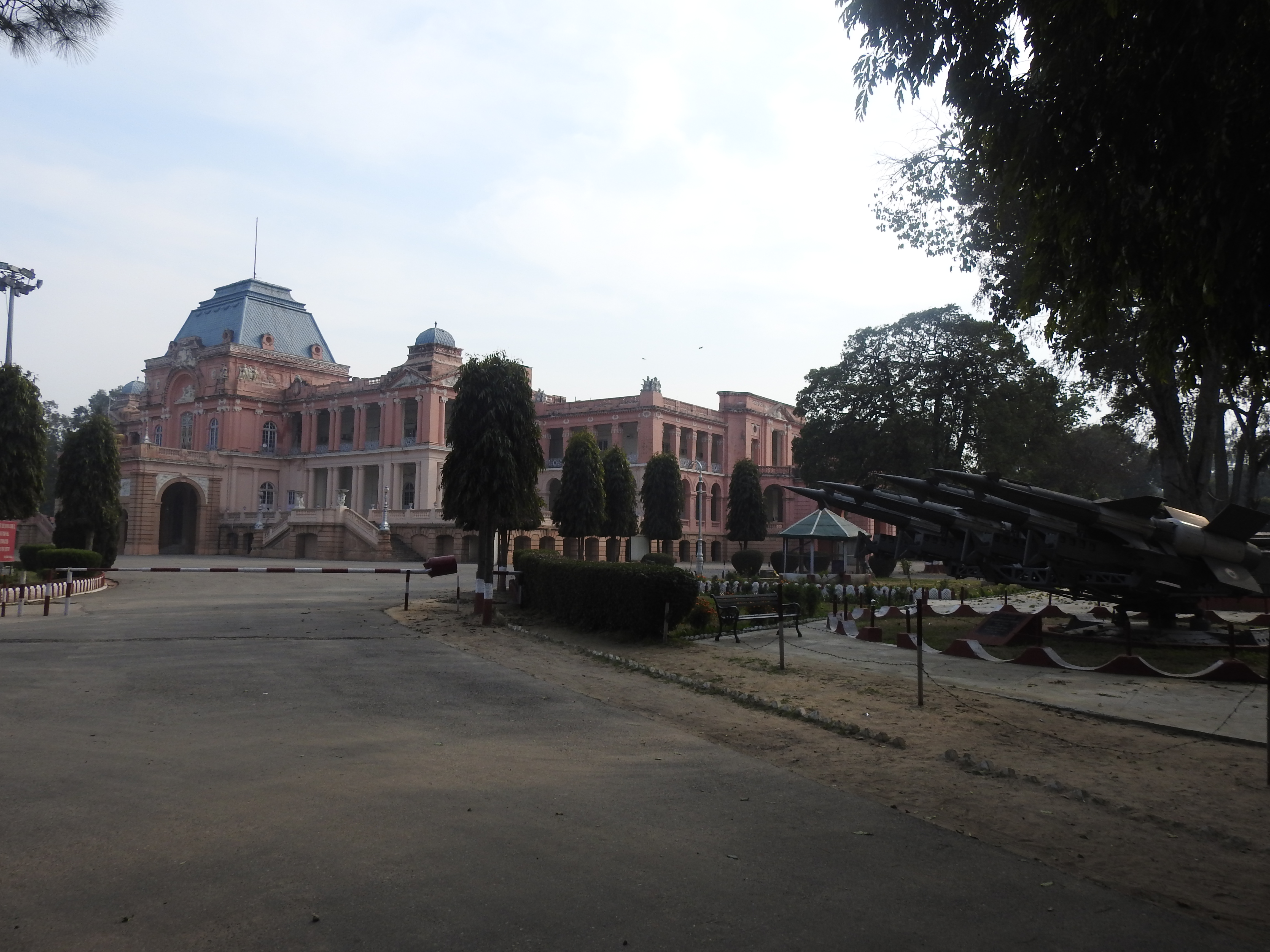
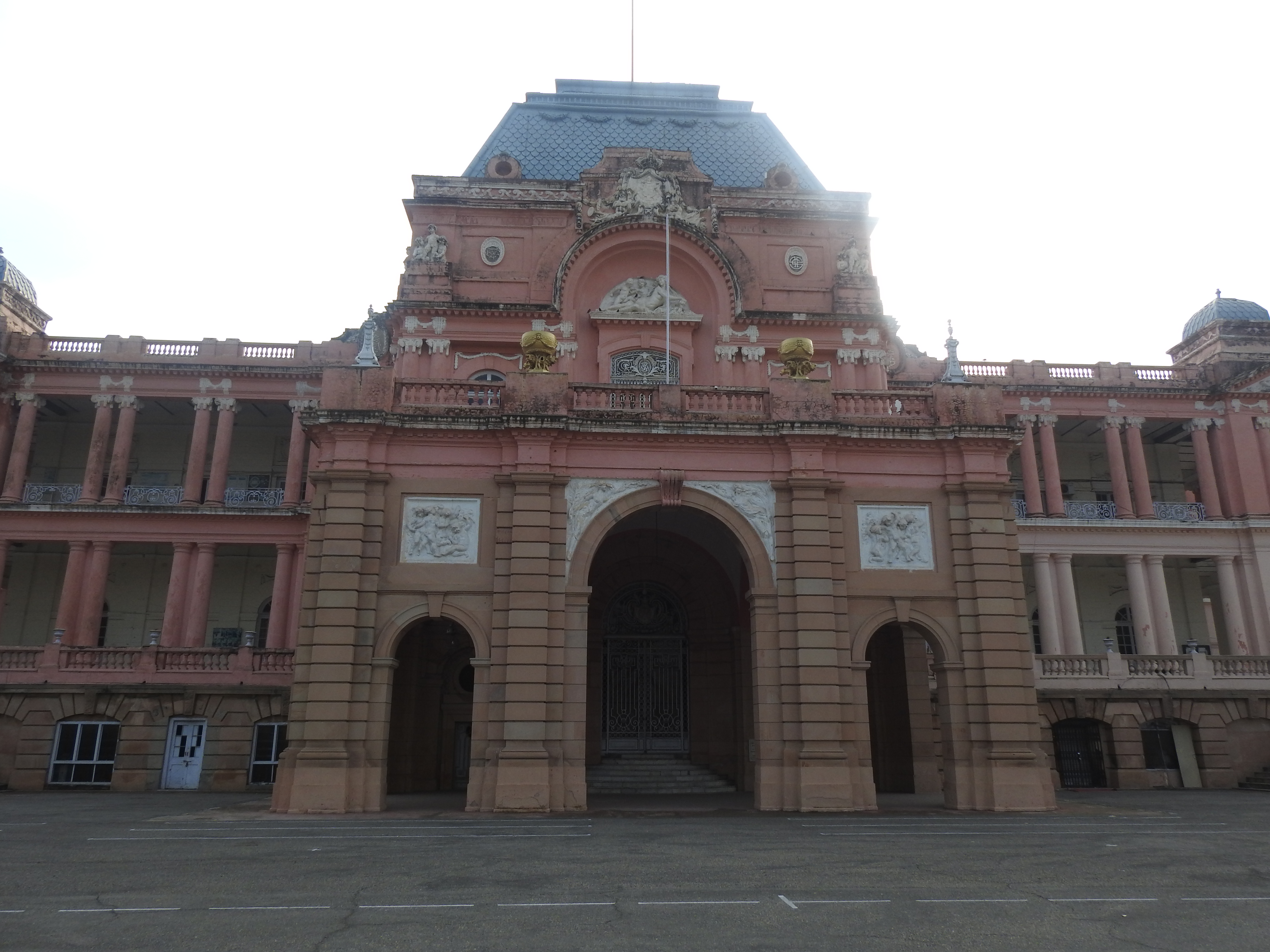
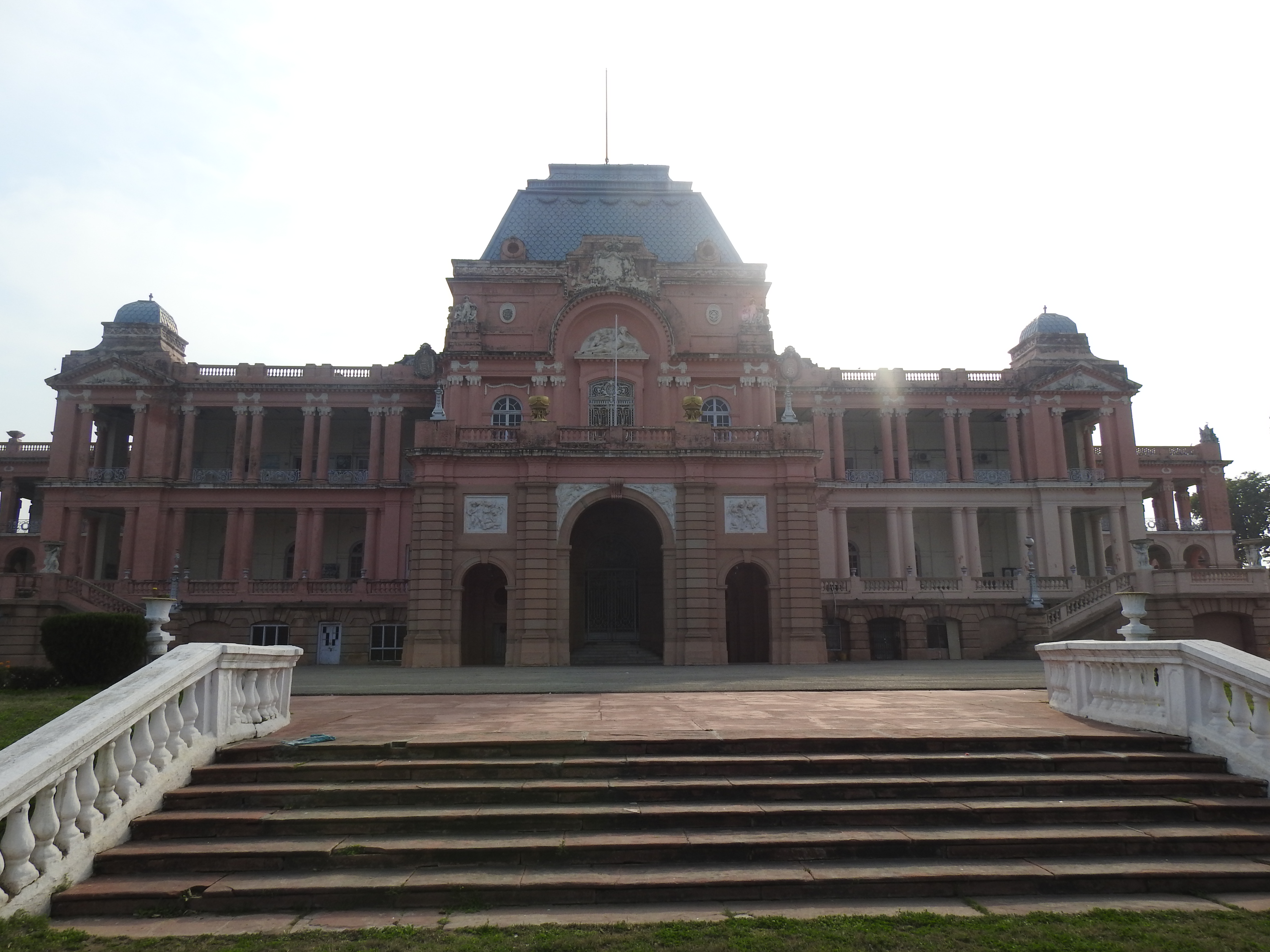
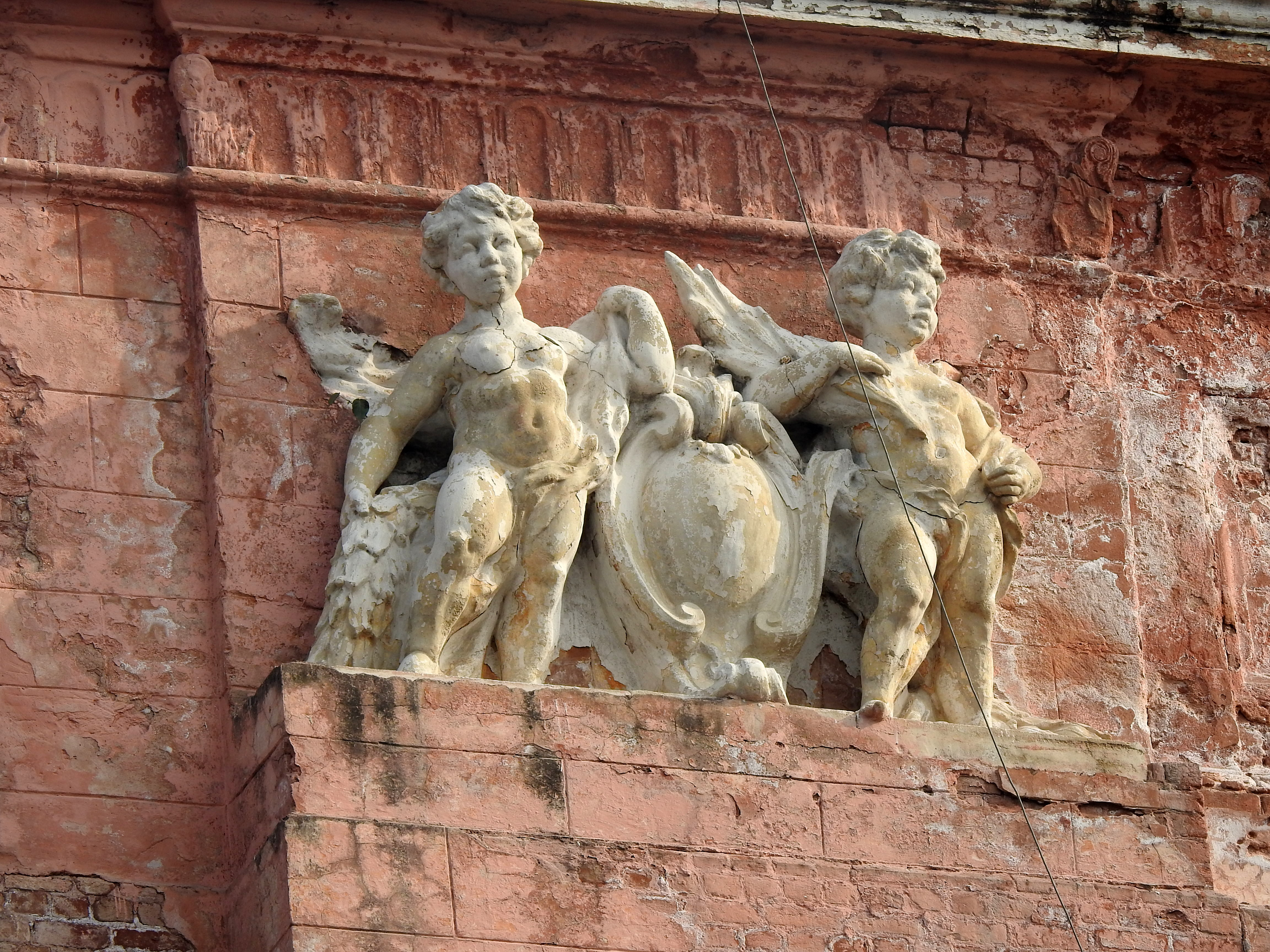

##### Guest house building of Kapurthala

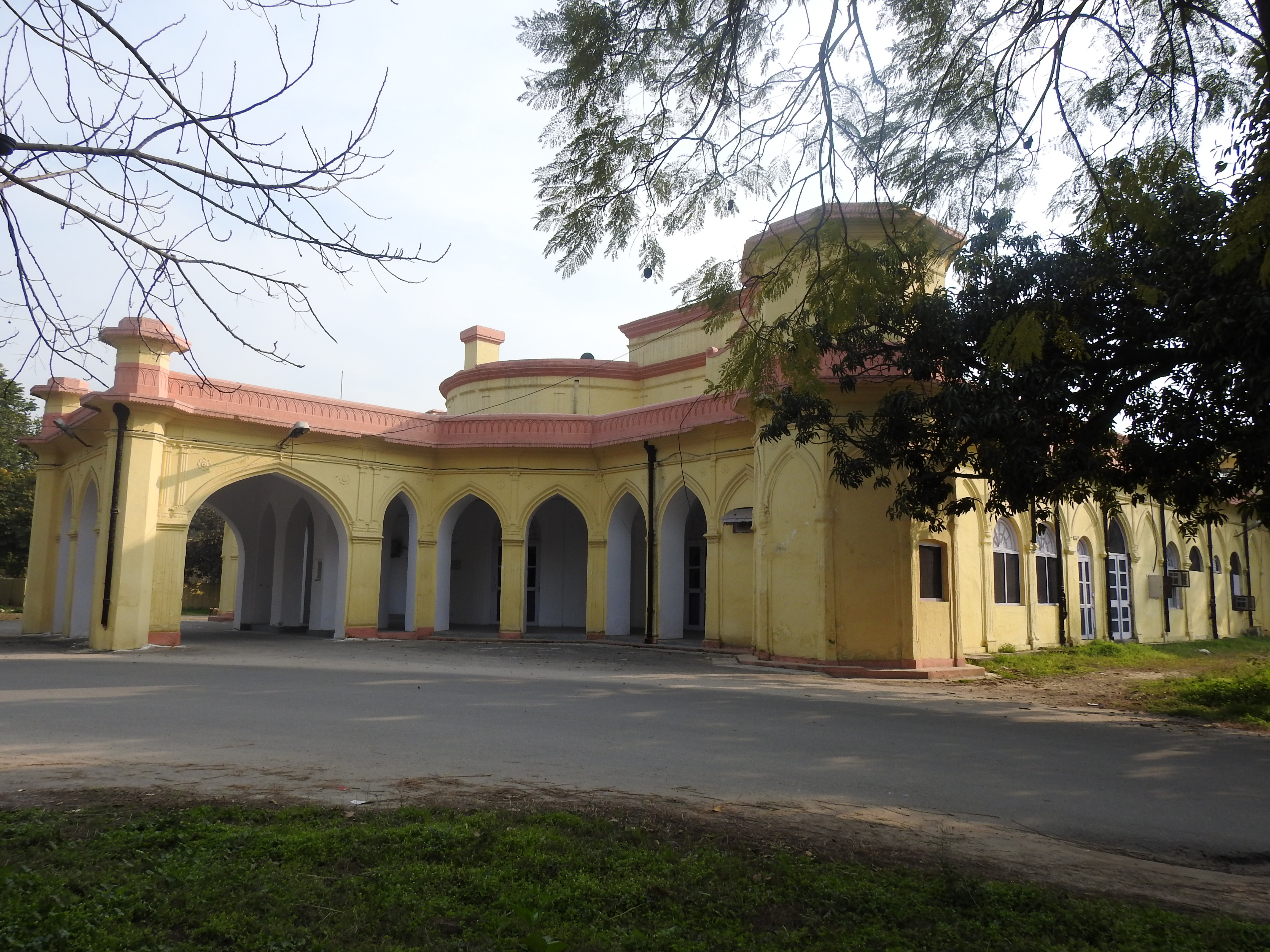
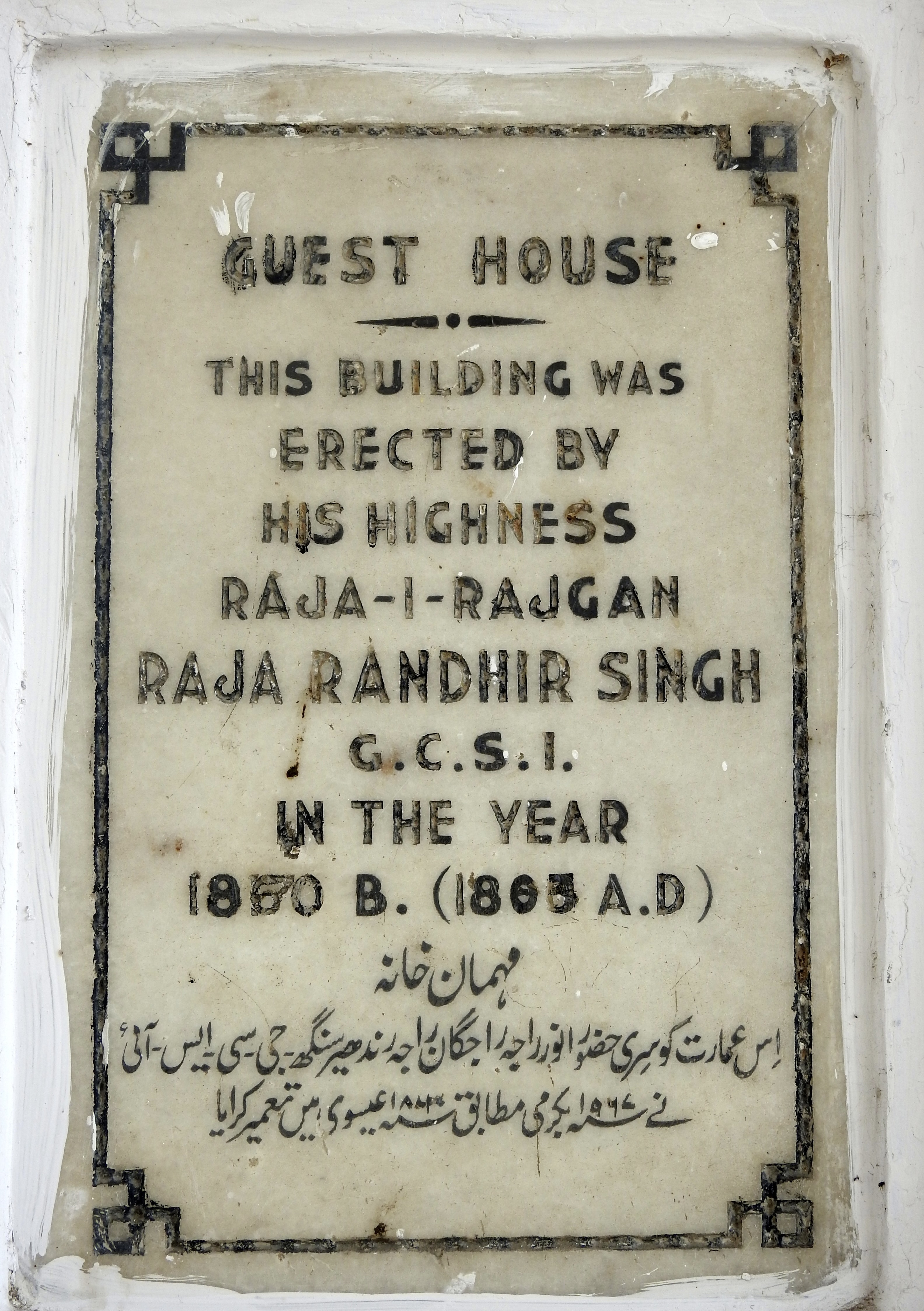

##### Nawab Jassa Singh Ahluwalia Government College

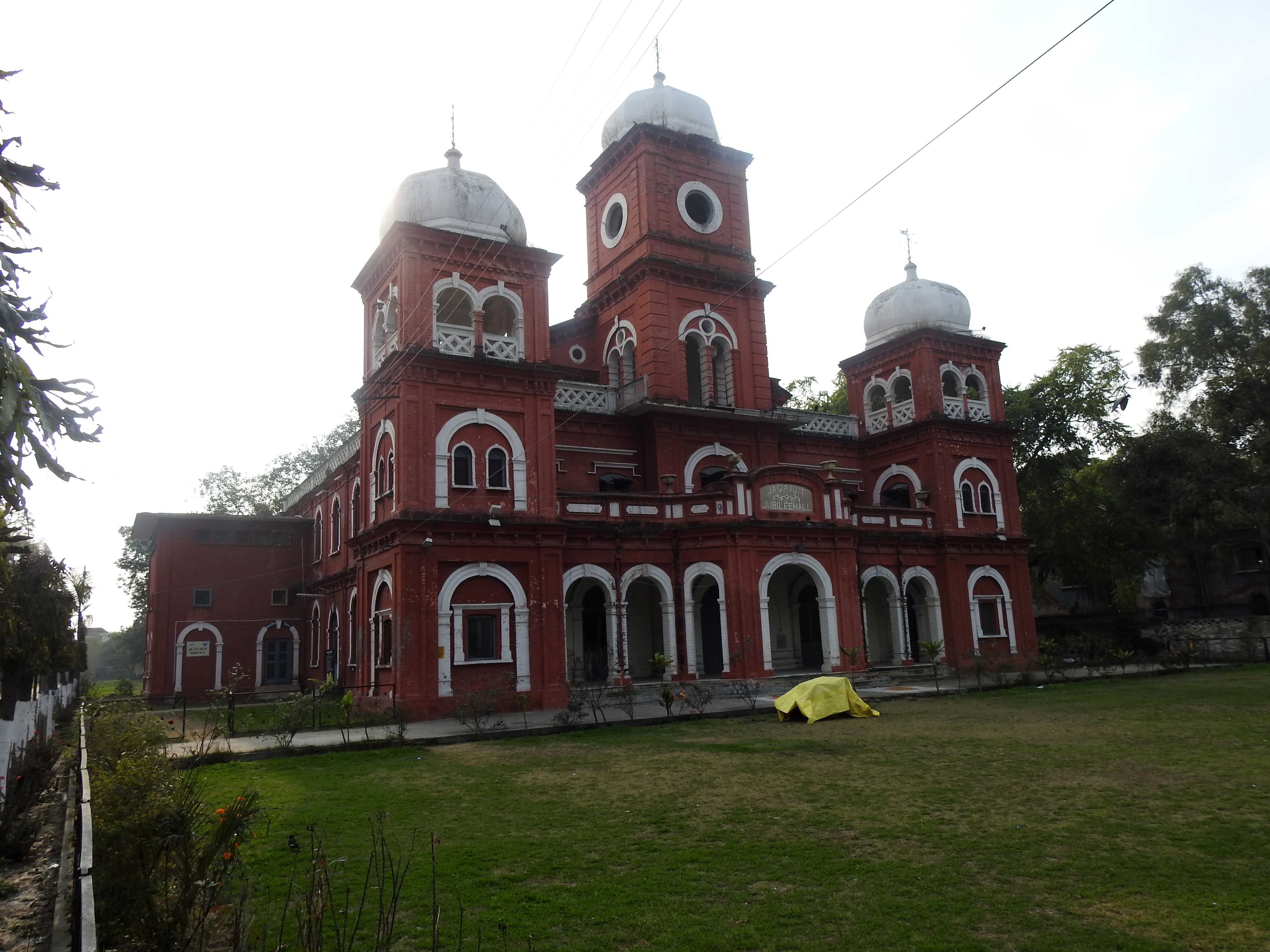
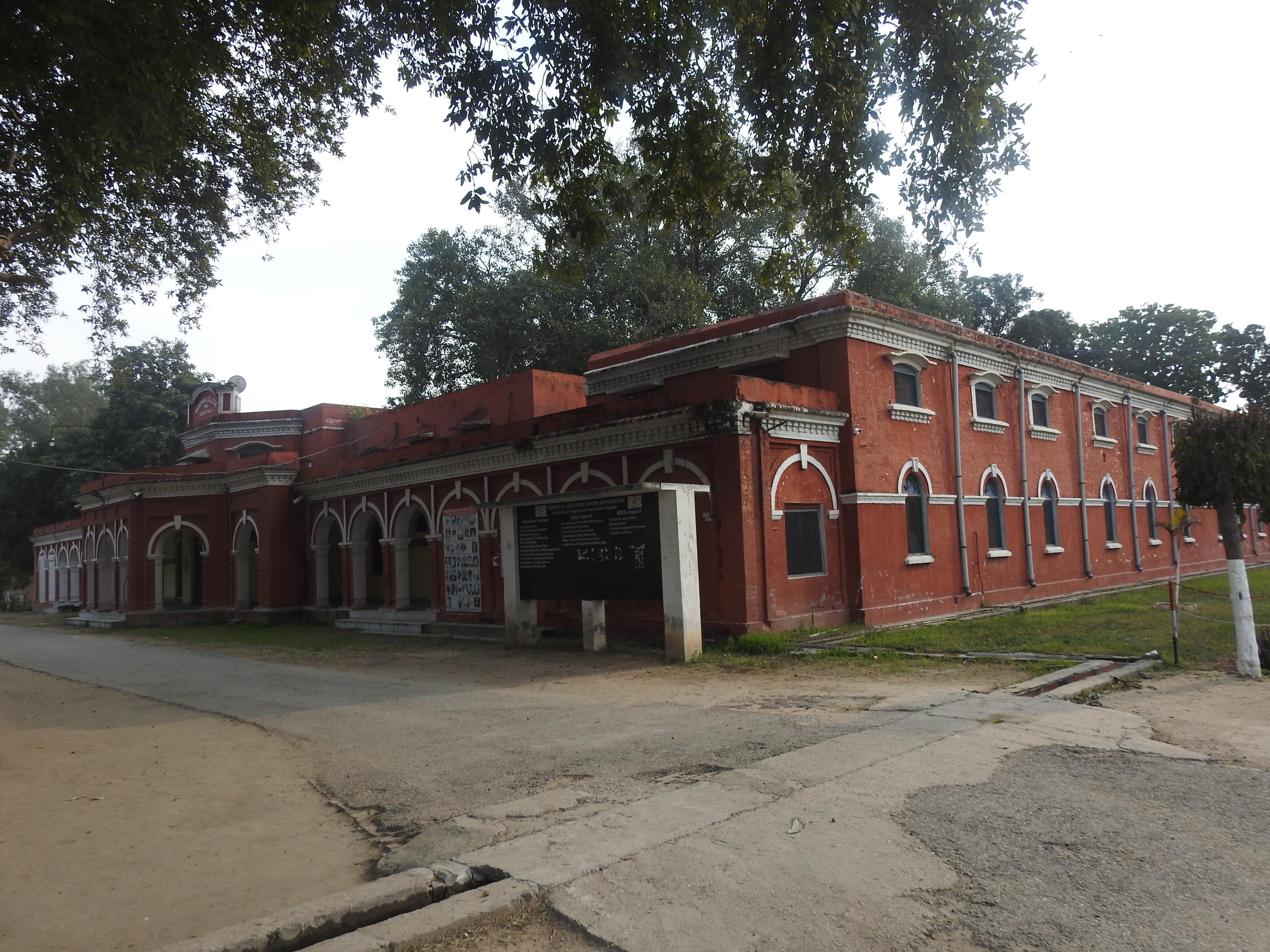

#### Moorish Mosque of Kapurthala

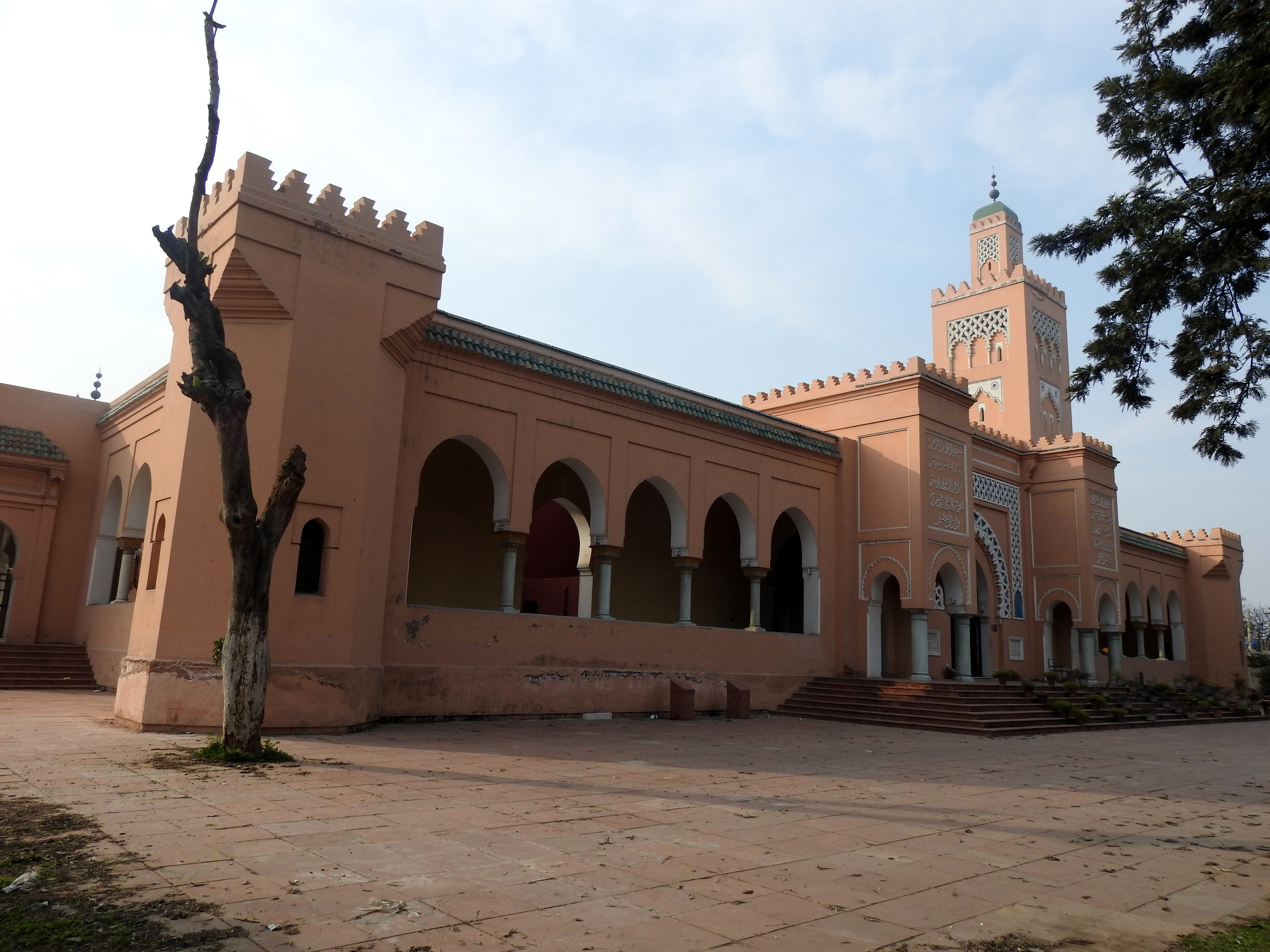
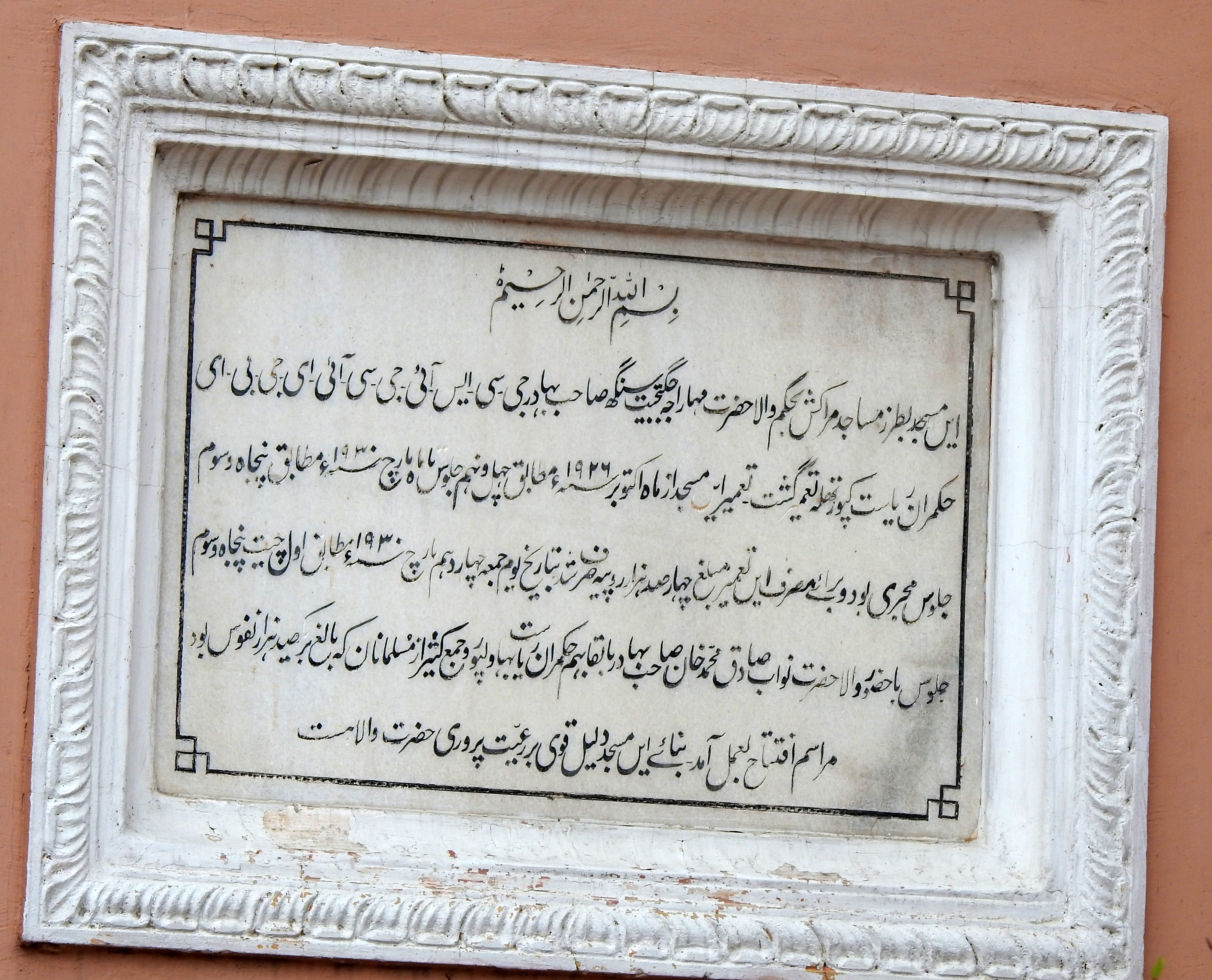
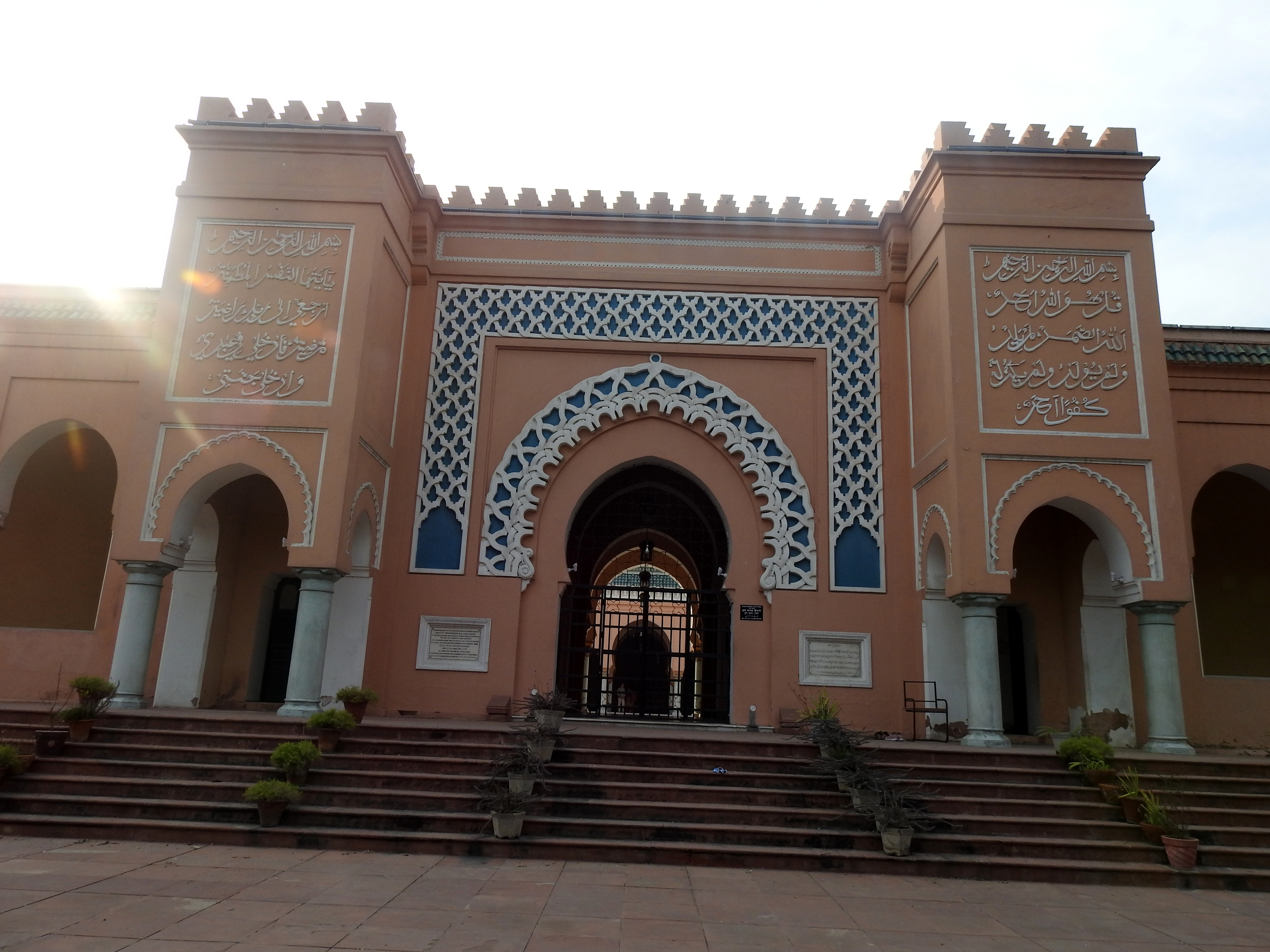
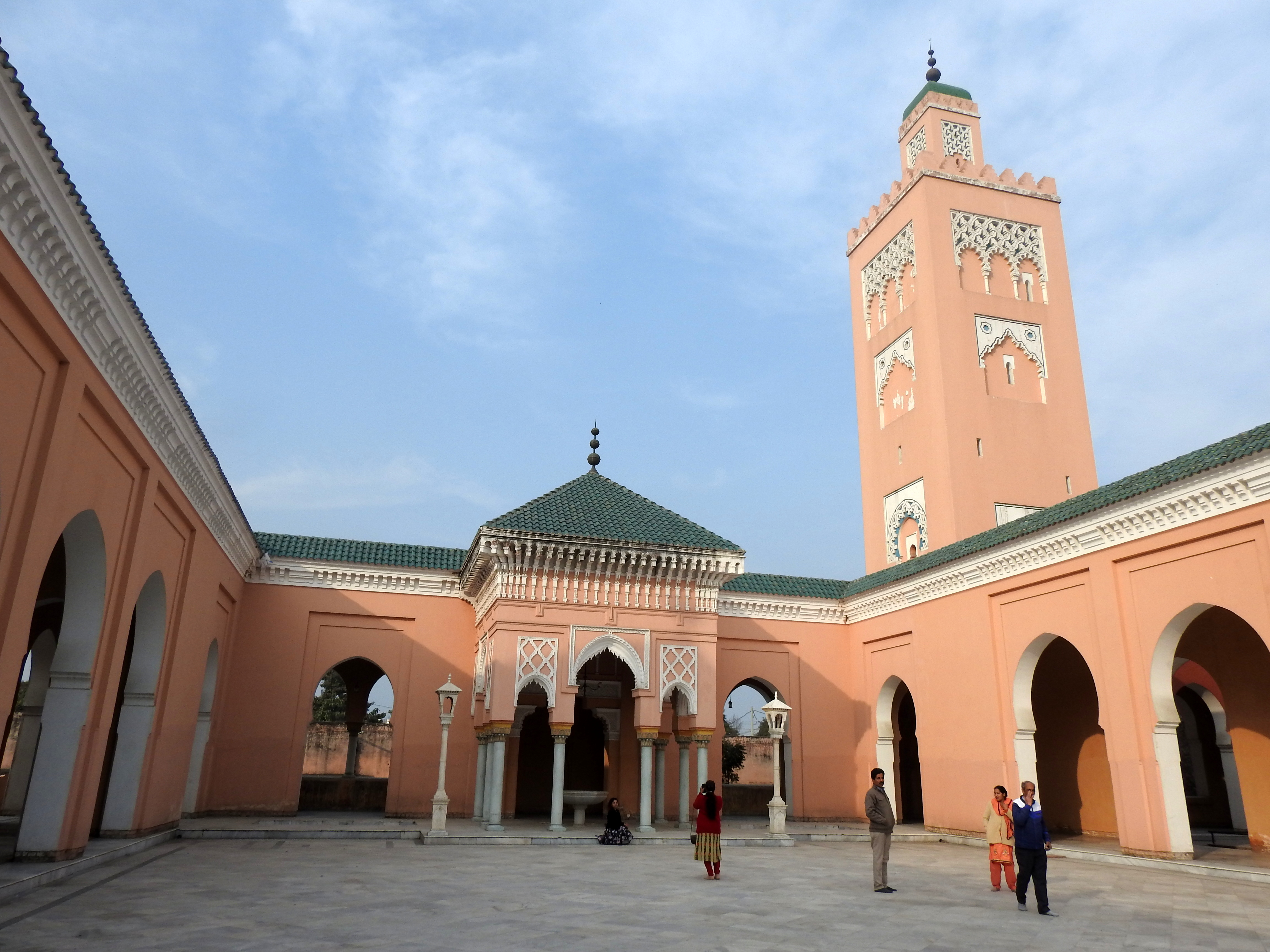
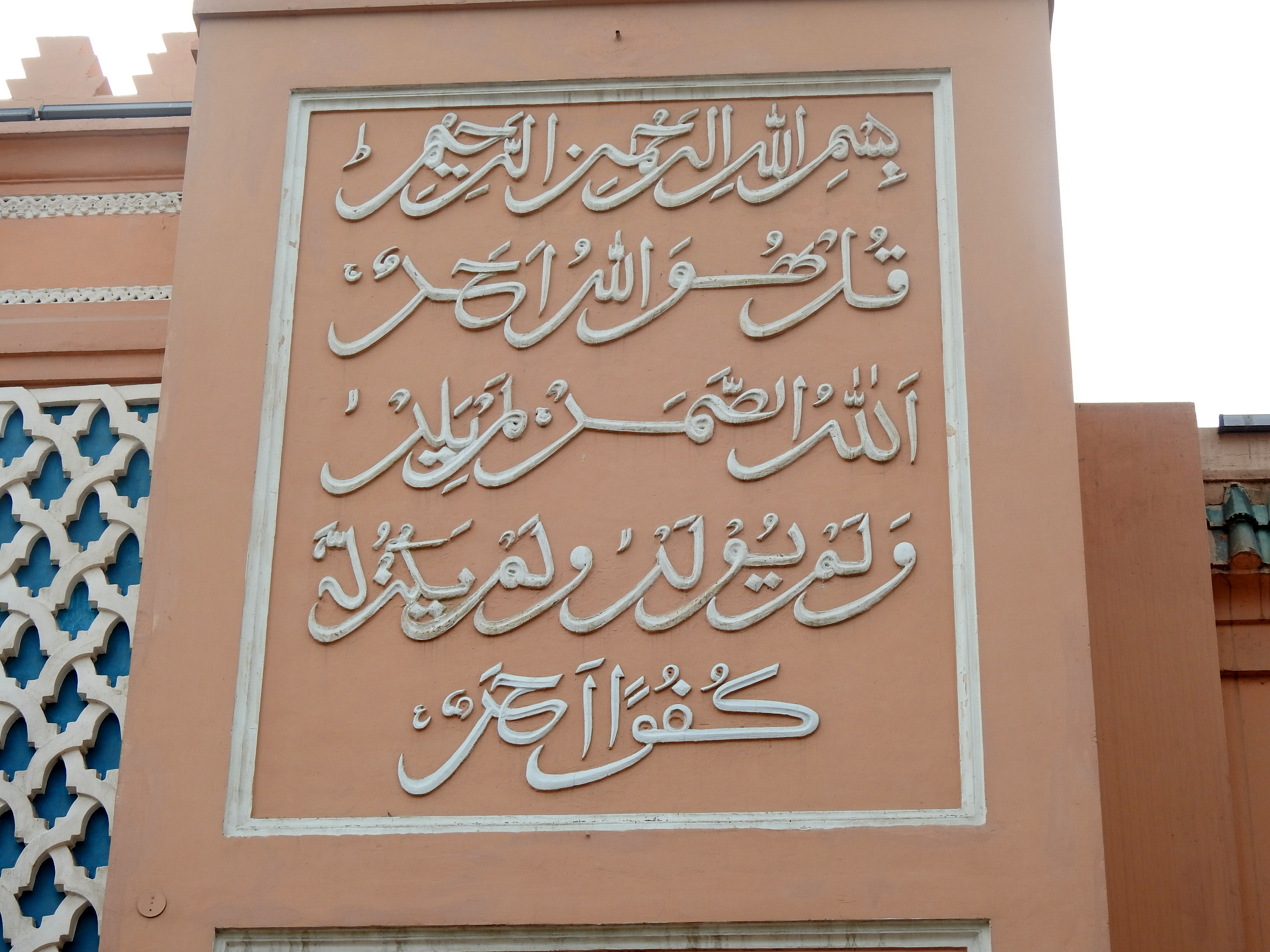
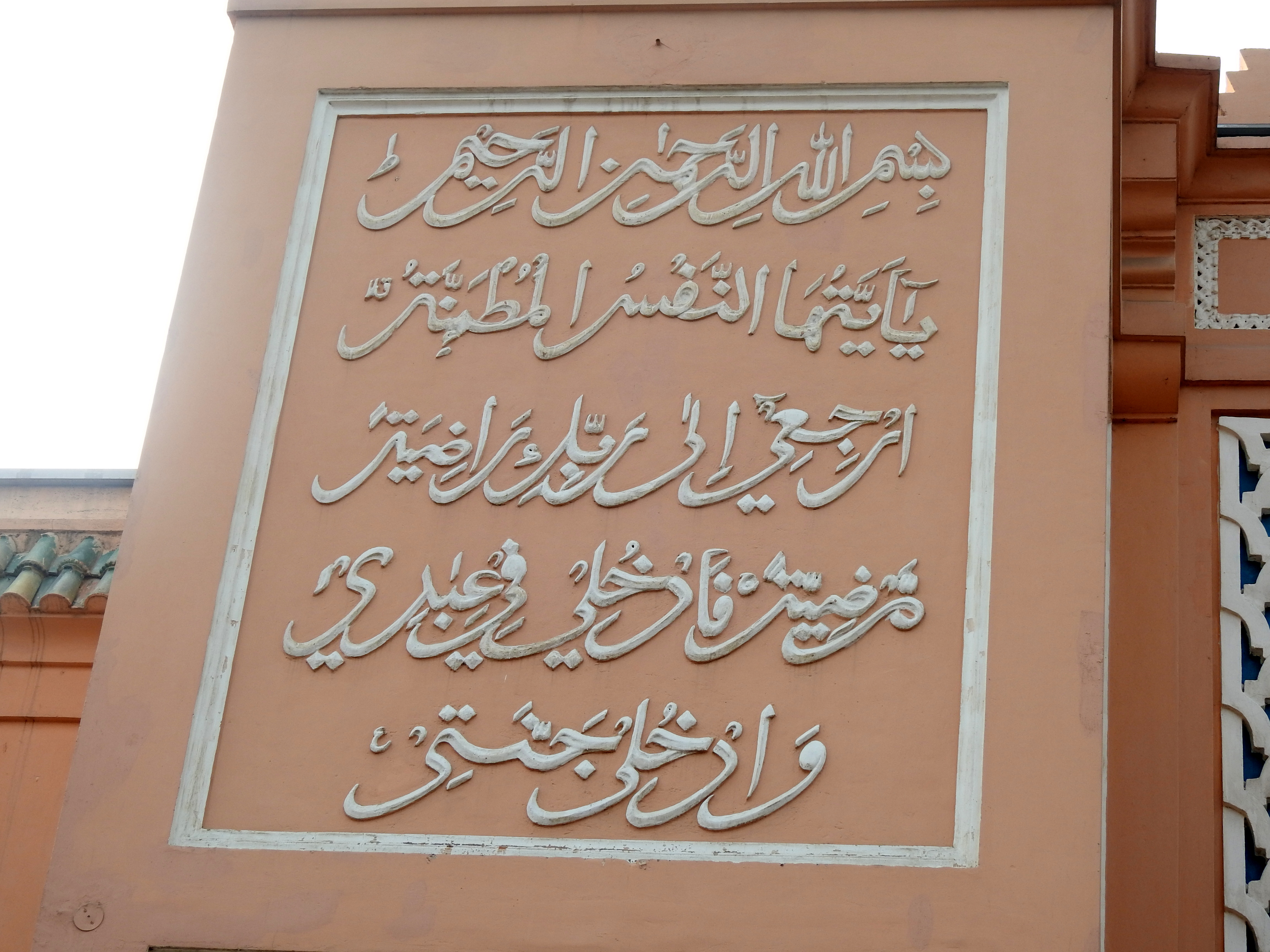

## Jumelage
- Derby (Royaume-Uni)